# Ectoderm

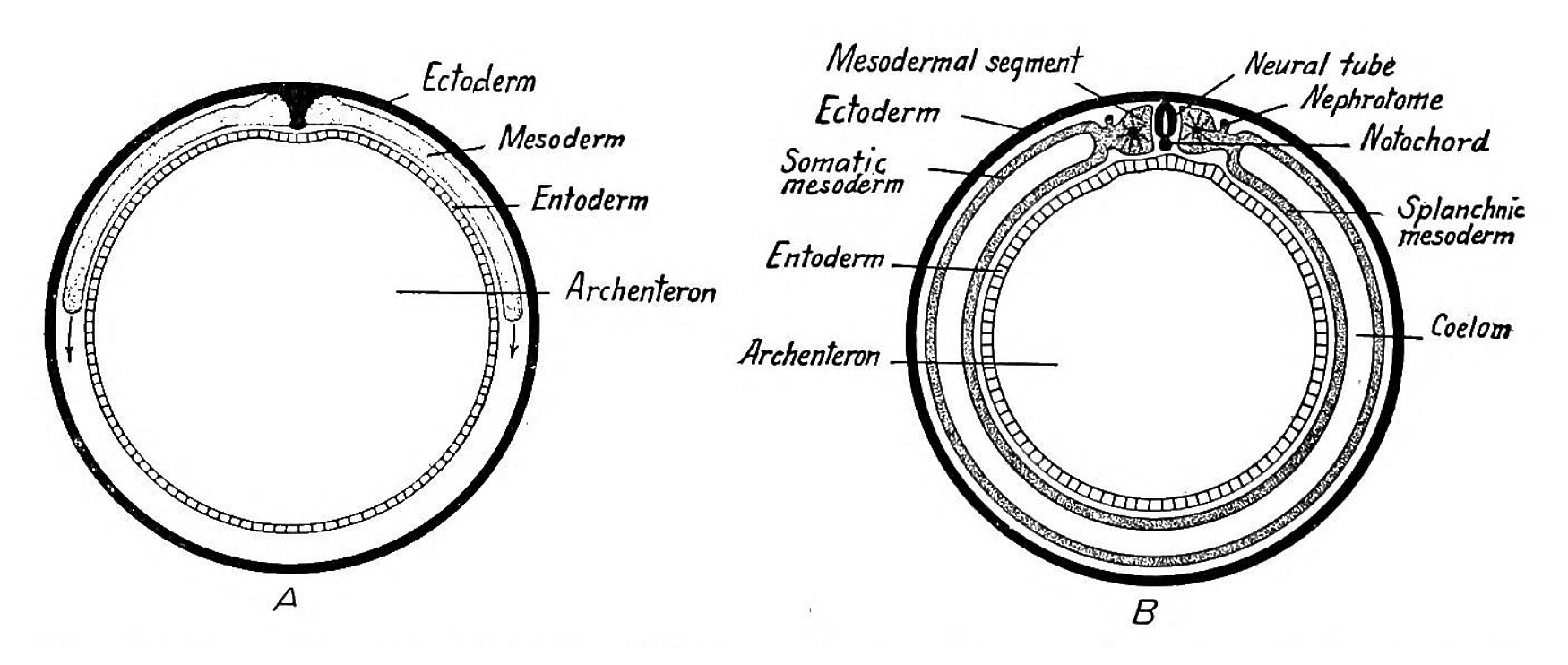
Kiembladen bij zoogdieren. Het mesoderm groeit snel rond de wand van de blastocyst (A) totdat het het uiteindelijk omringt en de twee vleugels ventraal samensmelten (B).

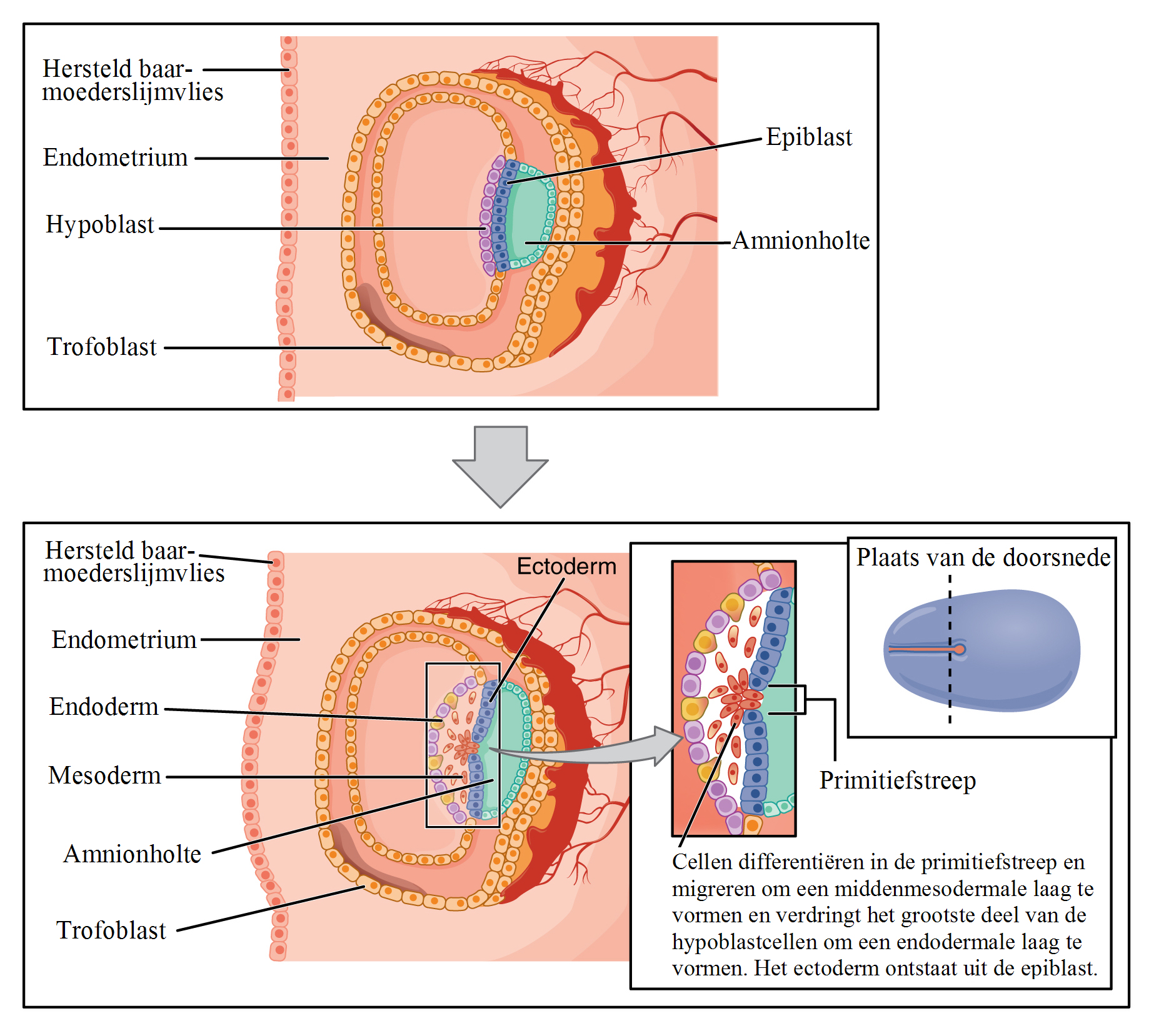
Ingenesteld embryo met onder andere de kiemschijf en primitiefstreep

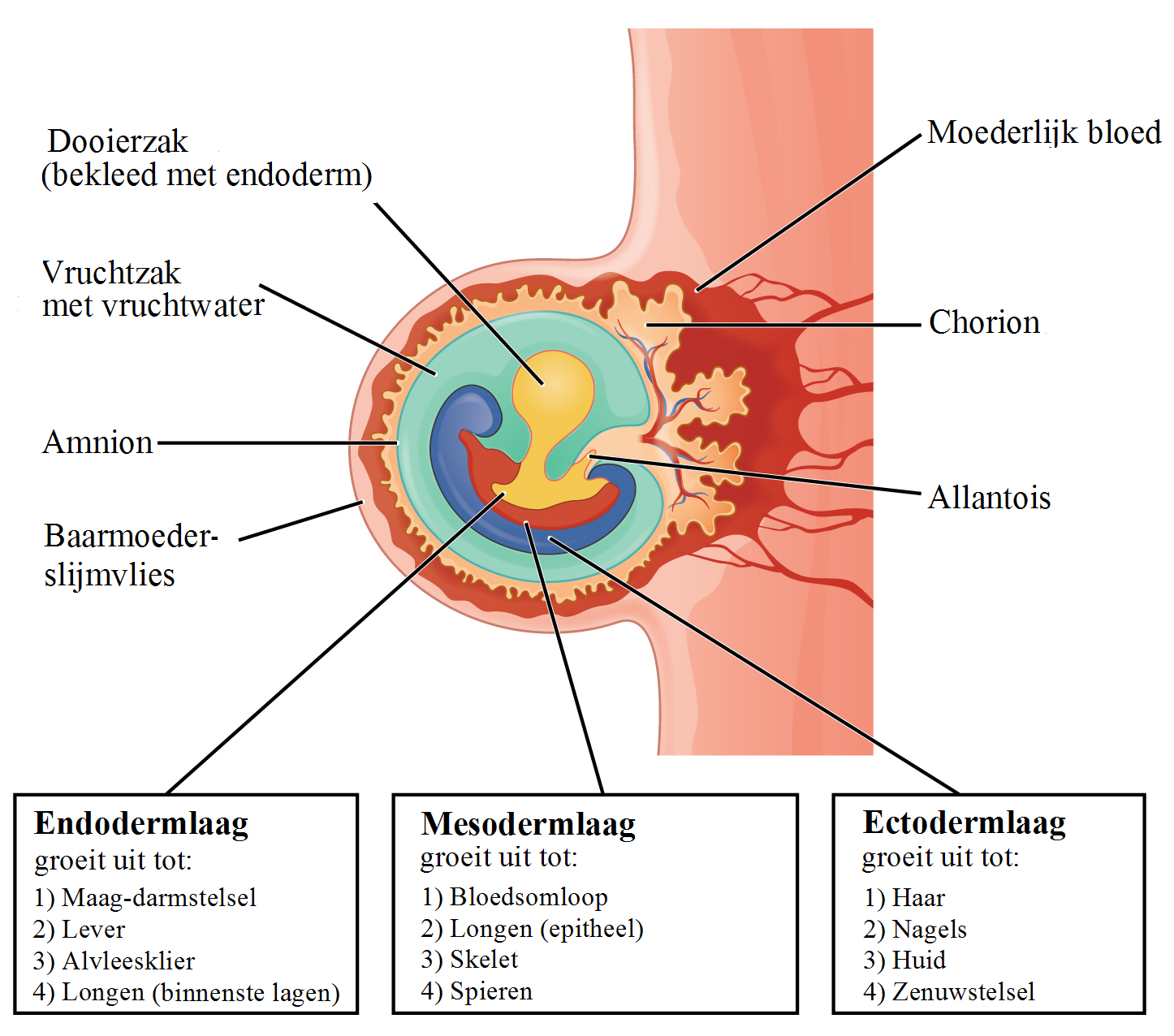
Menselijk embryo 3 weken oud (vanaf de bevruchting)

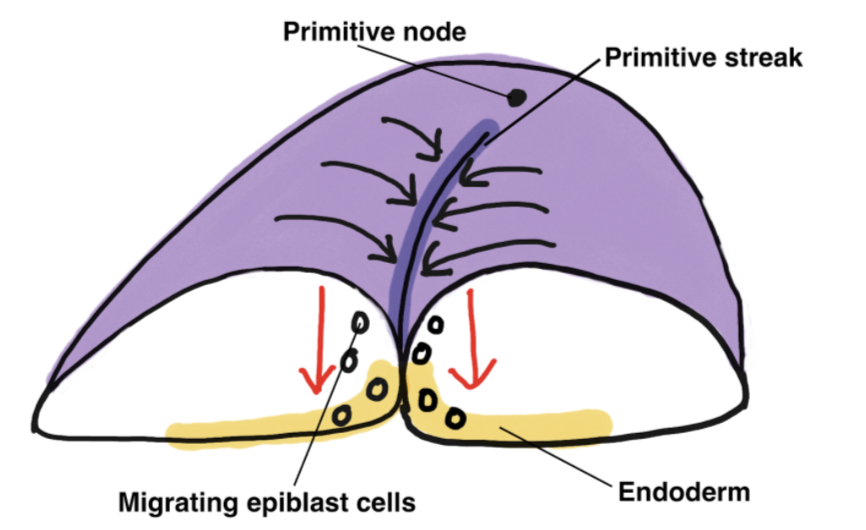
Migratie van epiblastcellen bij een zoogdier-embryo

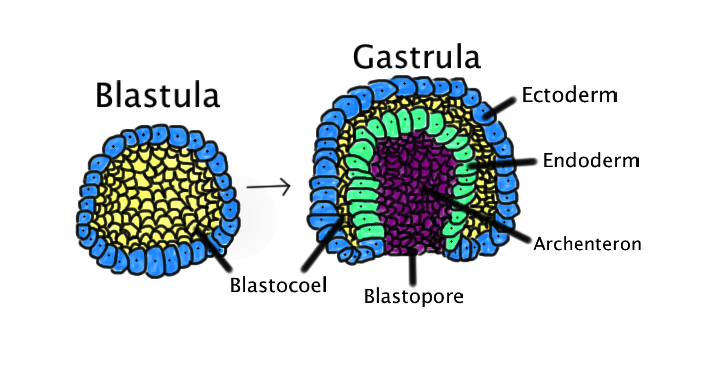
Gastrulatie vindt plaats als een blastula, bestaande uit één laag, zich naar binnen vouwt en groeit om een gastrula te vormen.
Kleurcode bij deze afbeelding: ectoderm, blauw; endoderm, groen; blastocoel (dooierzak), geel; en archenteron (darm), paars. (Afbeelding: Abigail Pyne)

Ectoderm is het buitenste kiemblad van een embryo. Het woord ectoderm komt van het Grieks ektos dat 'buiten' betekent, en derma dat 'huid' betekent. Het wordt gevormd via een proces dat gastrulatie wordt genoemd.
Bij de mens wordt het in de derde week (gerekend vanaf de bevruchting) van de embryonale ontwikkeling gevormd.
Bij gewervelde embryo's kan het ectoderm in twee delen worden verdeeld:
- het dorsale oppervlakte ectoderm, ook bekend als het externe ectoderm, en
- de neurale plaat, die instulpt en de neurale buis en de neurale lijst vormt.[3] Het oppervlakte-ectoderm vormt de meeste epitheelweefsels, en de neurale plaat vormt de meeste neurale weefsels. Om deze reden worden de neurale plaat en de neurale lijst ook wel het neuro-ectoderm genoemd.

Het oppervlakte endoderm groeit uit tot:
- Integumentum
  - huid
    - klieren
    - haar
    - nagels

  - epitheel van mond- en neusholte
  - ooglens en cornea
  - ameloblast
- De apicale ectodermale rand, die de ontwikkeling van de ledemaatknoppen van het embryo induceert

De neurale plaat groeit uit tot:
- zenuwstelsel
  - neurale lijst
    - melanocyten
    - perifeer zenuwstelsel
    - gezichtskraakbeen
    - neurale buis
      - hersenen (rhombencephalon, mesencephalon en prosencephalon)
        - retina

      - ruggenmerg en motorische zenuwcellen
      - hypofyse

Bij afwijkende ontwikkeling van het ectoderm kunnen aandoeningen ontstaan, zoals ectodermale dysplasie.

## Geschiedenis
Heinz Christian Pander, een Baltische Duitser-Russische bioloog, wordt gecrediteerd voor de ontdekking van de drie kiembladen die zich vormen tijdens gastrulatie. Pander behaalde zijn doctoraat in zoölogie aan de Universiteit van Würzburg in 1817. Hij begon zijn studie in de embryologie met behulp van kippeneieren, waarbij hij het ectoderm, mesoderm en endoderm ontdekte. Vanwege zijn bevindingen wordt Pander soms de "grondlegger van de embryologie" genoemd.
Pander's werk op het gebied van het vroege embryo werd voortgezet door een Baltische-Duitse bioloog uit Pruisen-Estland genaamd Karl Ernst von Baer. Baer nam Pander's concept van de kiembladen over en door uitgebreid onderzoek naar veel verschillende soorten kon hij dit principe uitbreiden naar alle gewervelde dieren. Baer kreeg ook krediet voor de ontdekking van de blastula. Baer publiceerde zijn bevindingen, inclusief zijn kiembladentheorie, in een leerboek dat zich vertaalt naar Over de ontwikkeling van dieren, dat hij in 1828 uitbracht.

## Differentiatie

### Begin vorming
Het ectoderm kan voor het eerst worden waargenomen bij amfibieën en vissen tijdens de latere stadia van de gastrulatie. Aan het begin van dit proces wordt de blastula gevormd. De blastula is polair en de twee helften ervan worden de dierlijke en vegetatieve pool genoemd. Het is de dierlijke pool dat uiteindelijk het ectoderm zal worden.

### Vroege ontwikkeling
Net als de andere twee kiembladen – het mesoderm en het endoderm – wordt het ectoderm kort na de bevruchting gevormd, waarna een snelle celdeling begint. De positie van het ectoderm ten opzichte van de andere kiembladen wordt bepaald door "selectieve affiniteit", wat betekent dat het binnenoppervlak van het ectoderm een sterke (positieve) affiniteit heeft voor het mesoderm, en een zwakke (negatieve) affiniteit voor het endoderm. Deze selectieve affiniteit verandert tijdens verschillende ontwikkelingsstadia. De sterkte van de aantrekkingskracht tussen de twee oppervlakken van de twee kiembladen wordt bepaald door de hoeveelheid en het type cadherine-moleculen die op het celoppervlak aanwezig zijn. De expressie van N-cadherine is bijvoorbeeld cruciaal voor het handhaven van de scheiding tussen precursorneurale cellen en precursorepitheelcellen. Op dezelfde manier, terwijl het oppervlakte-ectoderm de epidermis wordt, wordt het neuro-ectoderm door de chorda dorsalis via het neurale reactiepad geïnduceerd.

#### Neuro-ectoderm
Het neuro-ectoderm, neuro-epitheel, neuraal ectoderm of neuralebuisepitheel bestaat uit neuro-epitheliale cellen afkomstig van het ectoderm. Vorming van het neuro-ectoderm is de eerste stap in de ontwikkeling van het zenuwstelsel. Het neuro-ectoderm ontvangt botmorfogenetisch eiwit-remmende signalen van eiwitten zoals noggin, wat leidt tot de ontwikkeling van het zenuwstelsel uit dit weefsel. Histologisch worden deze cellen geclassificeerd als pseudostratificeerde kolomvormige cellen.
Na vorming uit het ectoderm ondergaat het neuro-ectoderm drie ontwikkelingsstadia: transformatie naar de neurale plaat, transformatie naar de neurale groef (met bijbehorende neurale plooien), en transformatie naar de neurale buis. Na vorming van de neurale buis vormen de hersenen zich in drie secties; de achterhersenen (metencephalon), de middenhersenen (mesencephalon) en de voorhersenen (prosencephalon).

#### Gastrulatie

Epibolische beweging van cellen tijdens de gastrulatie en met blastoporus

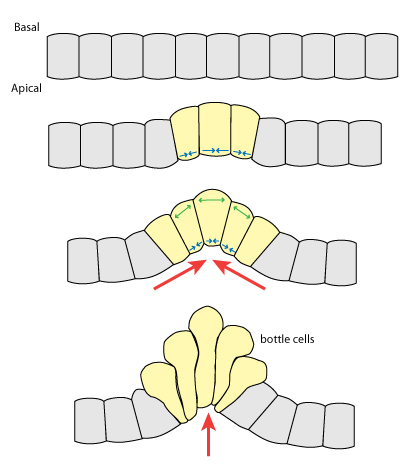
Vernauwing van de apicale zijde van cellen in een epitheellaag genereert voldoende kracht om invaginatie te initiëren. Bij gastrulatie staan de apicaal vernauwende cellen bekend als flescellen. De flesvorm ontstaat wanneer vernauwing van de apicale zijde van de cel het cytoplasma samendrukt, waardoor de basale zijde uitzet.

Tijdens de gastrulatie invagineren (stulpen in) flescellen op het dorsale oppervlak van de blastula voor het vormen van de blastoporus. De cellen blijven zich naar binnen uitbreiden en migreren langs de binnenwand van de blastula om een met vloeistof of dooier  gevulde holte te vormen die de blastocoel wordt genoemd. De ooit oppervlakkige cellen van de dierlijke pool zijn voorbestemd om de cellen van de middelste kiemlaag te worden, het mesoderm. Door het proces van radiale uitbreiding delen cellen van de dierlijke pool, die ooit meerdere lagen dik was (de primitiefstreep), zich en vormen een dunne laag. Tegelijkertijd, wanneer deze dunne laag delende cellen de dorsale lip van de blastoporus bereikt, vindt er een ander proces plaats dat convergente uitbreiding wordt genoemd. Bij convergente uitbreiding treedt door cellulaire beweging vernauwing langs één as en verlenging langs een loodrechte as op. Tijdens convergente uitbreiding  voegen cellen, die de lip mediolateraal naderen, op een zodanige manier in, dat cellen over de lip en binnenin het embryo worden getrokken. Deze twee processen zorgen ervoor dat de toekomstige mesodermcellen tussen het ectoderm en het endoderm komen te liggen. Zodra convergente uitbreiding en radiale invoeging aan de gang zijn, wordt de rest van de vegetatieve pool, die endodermcellen zullen worden, volledig overspoeld door het toekomstige ectoderm, terwijl deze topcellen epibolisch bewegen door de delende ectodermcellen. Hierdoor ontstaat een embryo dat is samengesteld uit de drie kiembladen in hun respectievelijke posities.

### Latere ontwikkeling
Zodra de drie kiembladen zijn gevormd, treedt celdifferentiatie op. Het eerste grote proces hier is de neurulatie, waarbij het ectoderm differentieert en de neurale buis, neurale lijst en de epidermis vormt. Elk van deze drie componenten zal aanleiding geven tot een bepaald complement van cellen. De neurale buis-cellen vormen het centrale zenuwstelsel, neuralelijstcellen geven aanleiding tot het perifere en enterisch zenuwstelsel, melanocyten, en gezichtskraakbeen, en het epidermale gebied zal aanleiding geven tot de epidermis, haar, nagels, talgklieren, reukzintuig-epitheel, plaveiselcelepitheel en ogen.

#### Neurulatie

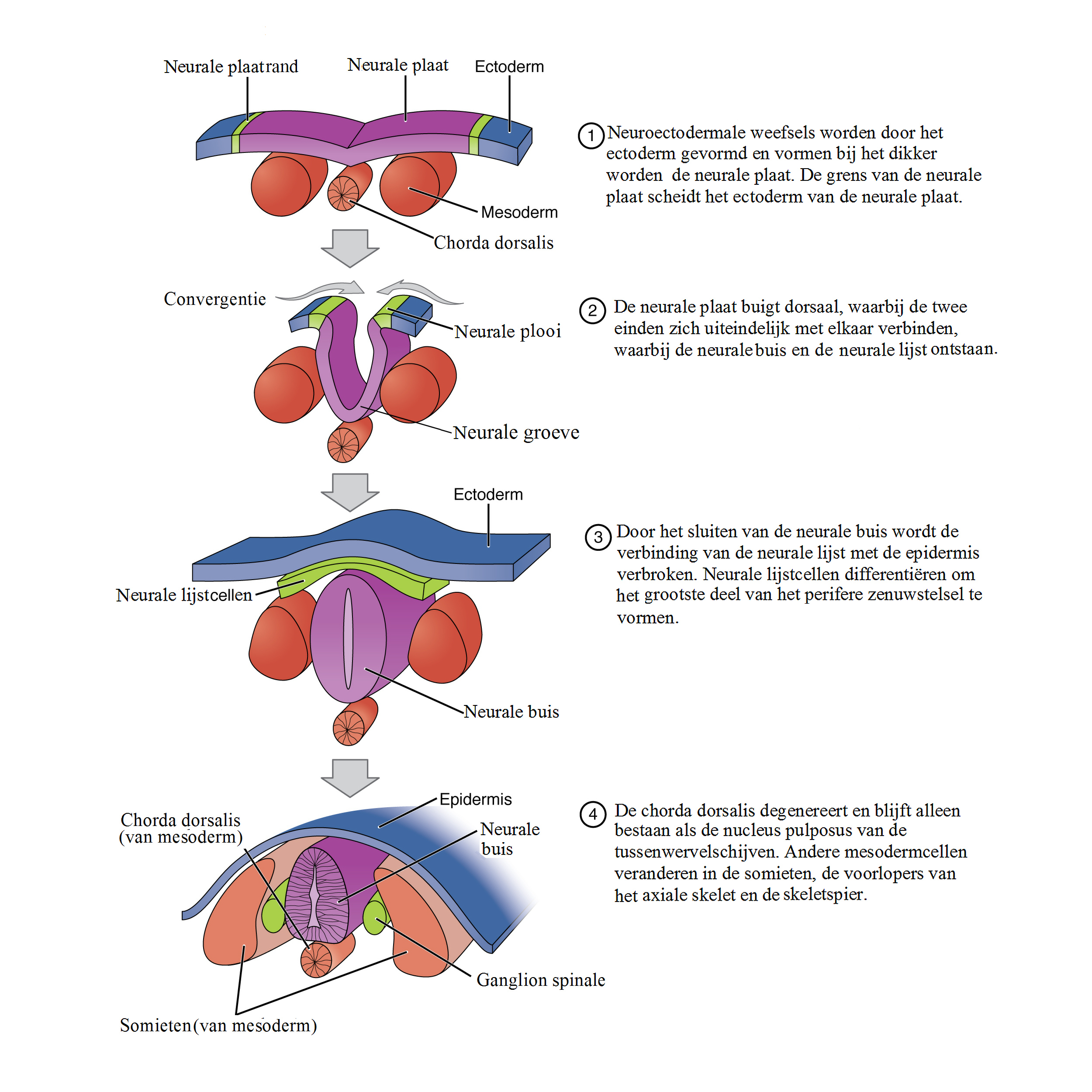
Transversale doorsneden die de ontwikkeling van de neurale plaat tot de neurale buis, neurale plooien en somieten weergeven

Neurulatie vindt plaats in twee delen: primaire en secundaire neurulatie. Beide processen positioneren neurale cellen tussen een oppervlakkige epidermale laag en de er onder liggende neurale buis. Tijdens de primaire neurulatie geven de chorda-dorsaliscellen van het mesoderm het signaal aan de aangrenzende, oppervlakkige ectodermcellen om zichzelf te herpositioneren in een kolomvormig patroon voor het vormen van de cellen van de ectodermale neurale plaat. Naarmate de cellen langer worden, verandert een groep cellen direct boven de chorda dorsalis van vorm en vormt een wig in het ectodermale gebied. Deze speciale cellen worden mediale scharniercellen (MHP's) genoemd. Naarmate het ectoderm langer wordt, vouwen de ectodermale cellen van de neurale plaat naar binnen. Het naar binnen vouwen van het ectoderm, voornamelijk op grond van celdeling, gaat door totdat zich een andere groep cellen vormt binnen de neurale plaat. Deze cellen worden dorsolaterale scharniercellen (DLHP's) genoemd, en zodra ze gevormd zijn, stopt het naar binnen vouwen van het ectoderm. De dorsolaterale scharniercellen functioneren op een vergelijkbare manier als de mediale laterale cellen wat betreft hun wigachtige vorm, maar de DLHP-cellen resulteren in convergentie van het ectoderm. Deze convergentie wordt geleid door ectodermale cellen boven de DLHP-cellen die bekend staan als de neurale lijst. De neuralelijstcellen trekken uiteindelijk de aangrenzende ectodermale cellen samen, waardoor neuralelijstcellen tussen de toekomstige epidermis en de holle, neurale buis achterblijven. Voor het buigen van een scharnierpunt is een apicaal netwerk van actine en myosine (actomyosine) vereist. De actinefilamenten glijden langs de myosinefilamenten, waardoor samentrekking ontstaat.

#### Apicale ectodermale rand

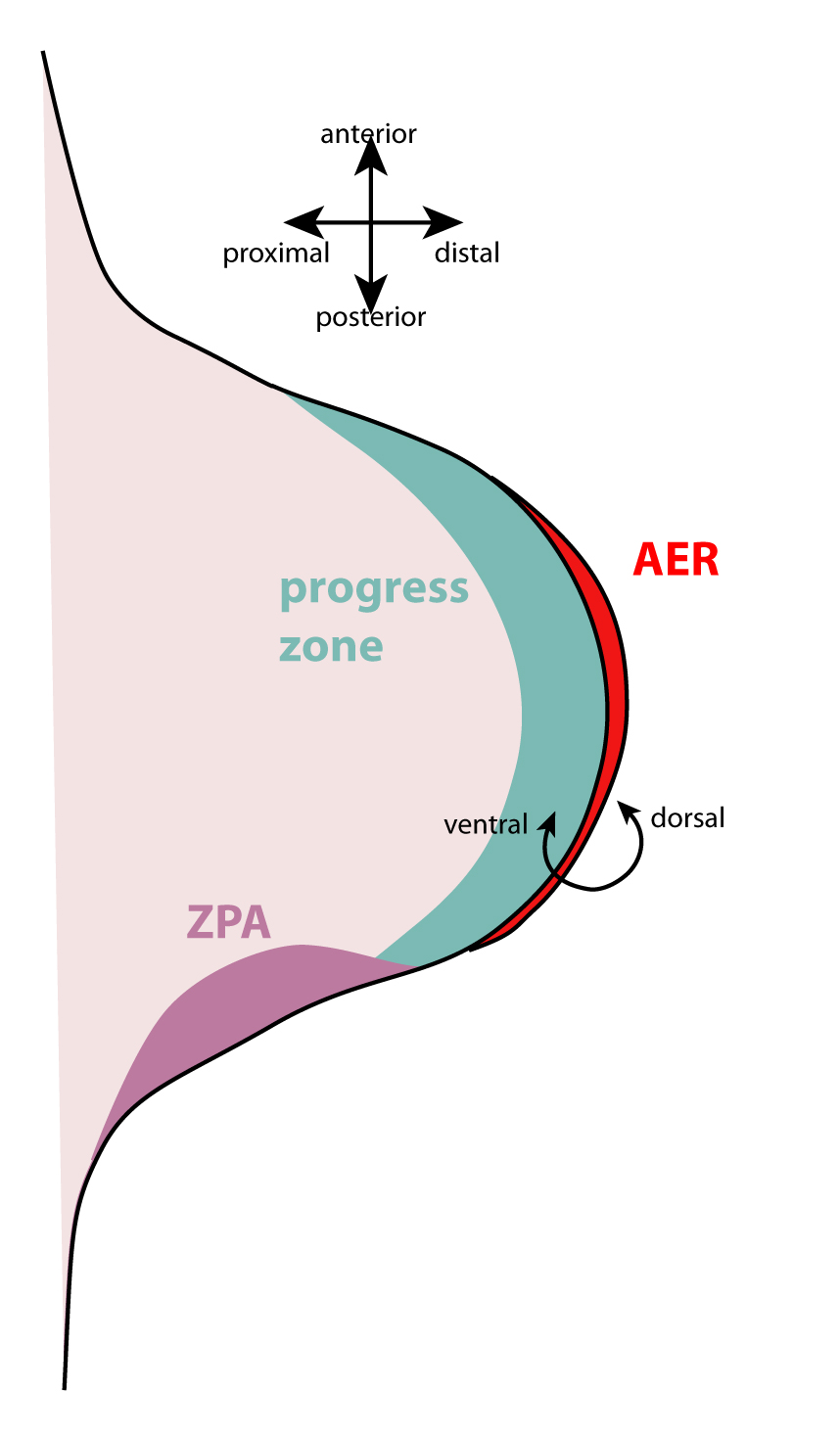
De apicale ectodermale rand is een gebied met verdikt epitheel aan het meest distale uiteinde van de ledemaatknop. De zone van polariserende activiteit (ZPA) bevindt zich aan het achterste deel van de ledemaatknop.

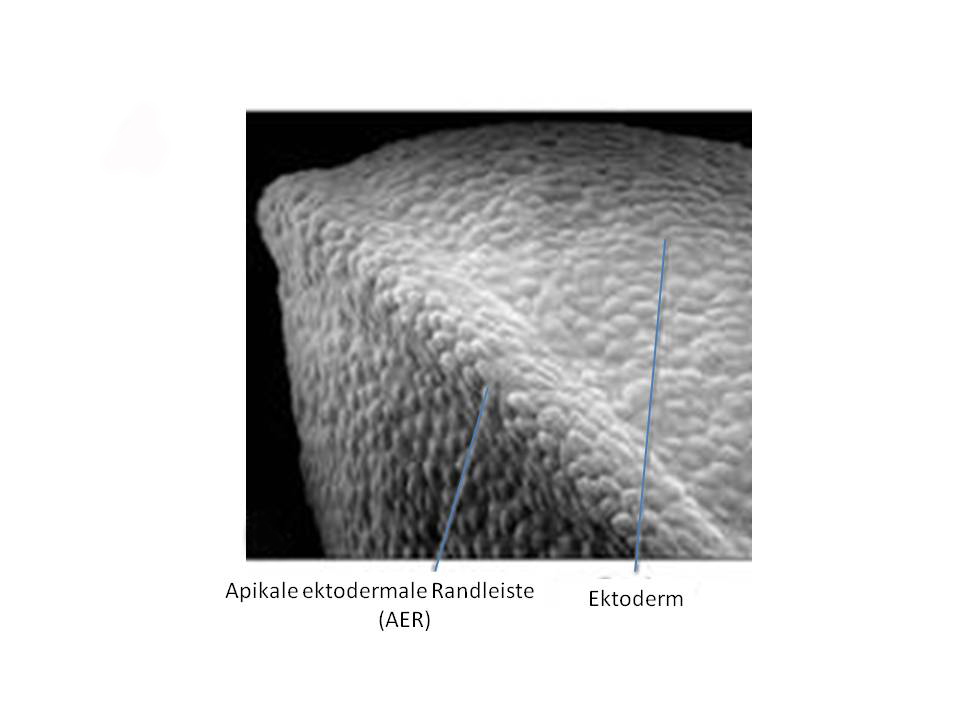
Apicale ectodermale rand

De apicale ectodermale rand (AER) is een structuur die ontstaat uit de ectodermcellen aan het distale uiteinde van elke ledematenknop en fungeert als een belangrijk signaalcentrum om een goede ontwikkeling van een ledemaat te garanderen. Nadat de ledemaatknop AER-vorming heeft geïnduceerd, blijven de AER en het ledemaatmesenchym – inclusief de zone van polariserende activiteit (ZPA) – met elkaar communiceren om verdere ontwikkeling van de ledematen te sturen.
De mesodermcellen op de laterale plaat scheiden een fibroblastgroeifactor af (vermoedelijk FGF7 en FGF10) om het bovenliggende ectoderm ertoe aan te zetten de apicale ectodermale rand (AER) te vormen. De AER scheidt over en weer FGF8 en FGF4 af, waardoor het FGF10-signaal in stand wordt gehouden en proliferatie in het mesoderm wordt geïnduceerd. De positie van FGF10-expressie wordt gereguleerd door Wnt8c in de achterste en Wnt2b in de voorste ledematen.

#### Organogenese

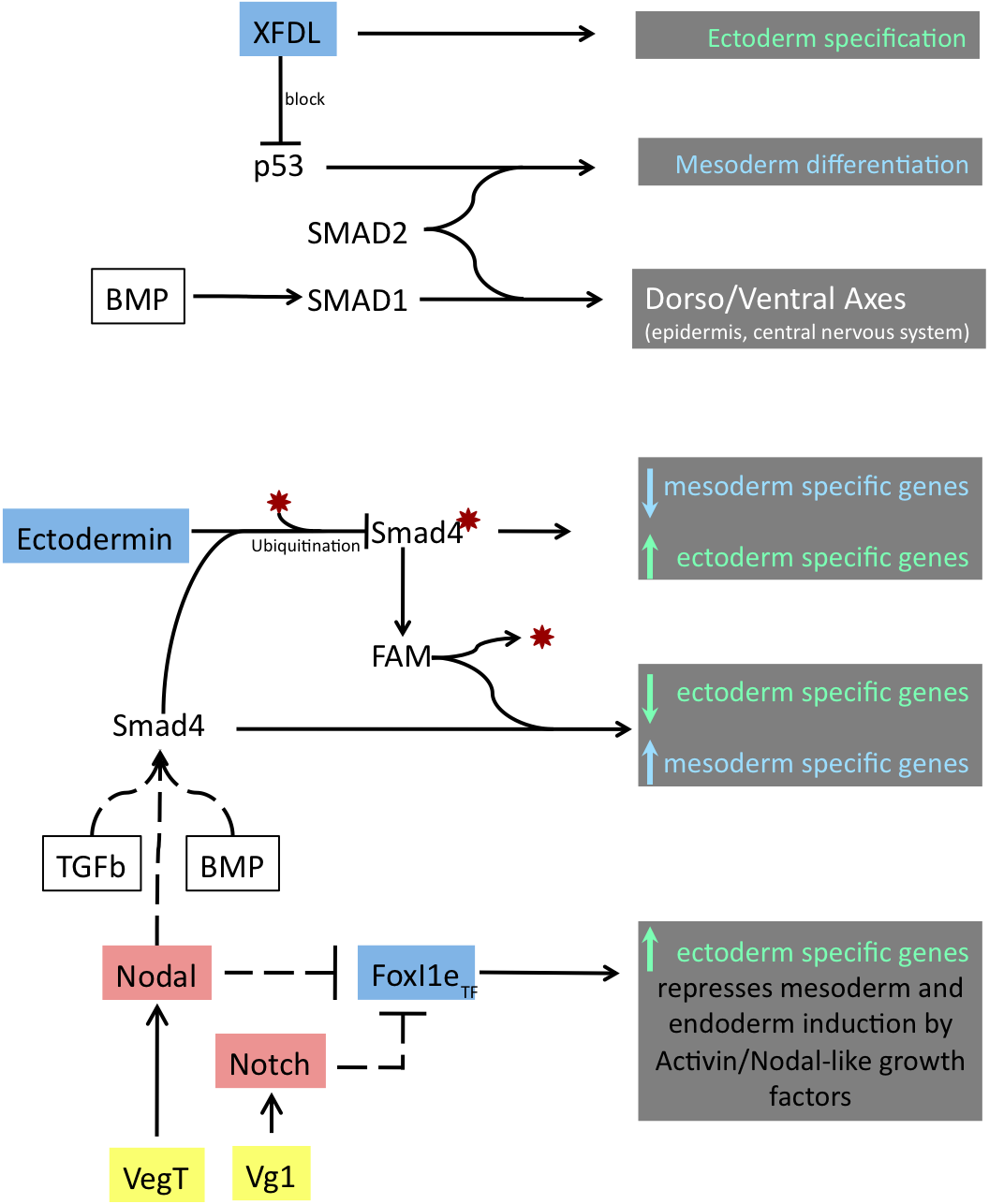
Ectodermale specificatie

Alle organen die uit het ectoderm voortkomen, zoals het zenuwstelsel, tanden, haar en veel exocriene klieren, zijn afkomstig van twee aangrenzende weefsellagen: het epitheel en het mesenchym. Verschillende signalen bemiddelen in de organogenese van het ectoderm, zoals: FGF, TGFβ, Wnt, en regulatoren uit de hedgehog-familie. De specifieke timing en manier waarop de ectodermale organen worden gevormd, is afhankelijk van de invaginatie van de epitheelcellen. FGF-9 is een belangrijke factor tijdens de initiatie van de ontwikkeling van tandkiemen. De snelheid van epitheliale invaginatie neemt aanzienlijk toe door de werking van FGF-9, dat alleen tot expressie komt in het epitheel en niet in het mesenchym. FGF-10 helpt de proliferatie van epitheelcellen te stimuleren voor het vormen van grotere tandkiemen. Zoogdiertanden ontwikkelen zich uit het van het mesenchym afgeleide ectoderm: oraal ectoderm en neurale lijst. De epitheelcomponenten van de stamcellen voor continu groeiende tanden worden gevormd uit weefsellagen die het stellatum reticulum, een groep cellen die zich in het midden van het glazuurorgaan van een zich ontwikkelende tand bevinden, worden genoemd en de suprabasale laag (boven het basaal membraan) van het oppervlakte-ectoderm.

## Klinische betekenis

### Ectodermale dysplasie
Ectodermale dysplasie is een zeldzame maar ernstige aandoening waarbij de weefselgroepen (met name tanden, huid, haar, nagels en zweetklieren) afkomstig van het ectoderm een abnormale ontwikkeling ondergaan. Dit is een diffuse term, aangezien er meer dan 170 subtypes van ectodermale dysplasie bestaan. Het is algemeen aanvaard dat de ziekte wordt veroorzaakt door een mutatie of een combinatie van mutaties in bepaalde genen. Slechts een fractie van de mutaties die betrokken zijn bij een ectodermale dysplasie-subtype is geïdentificeerd

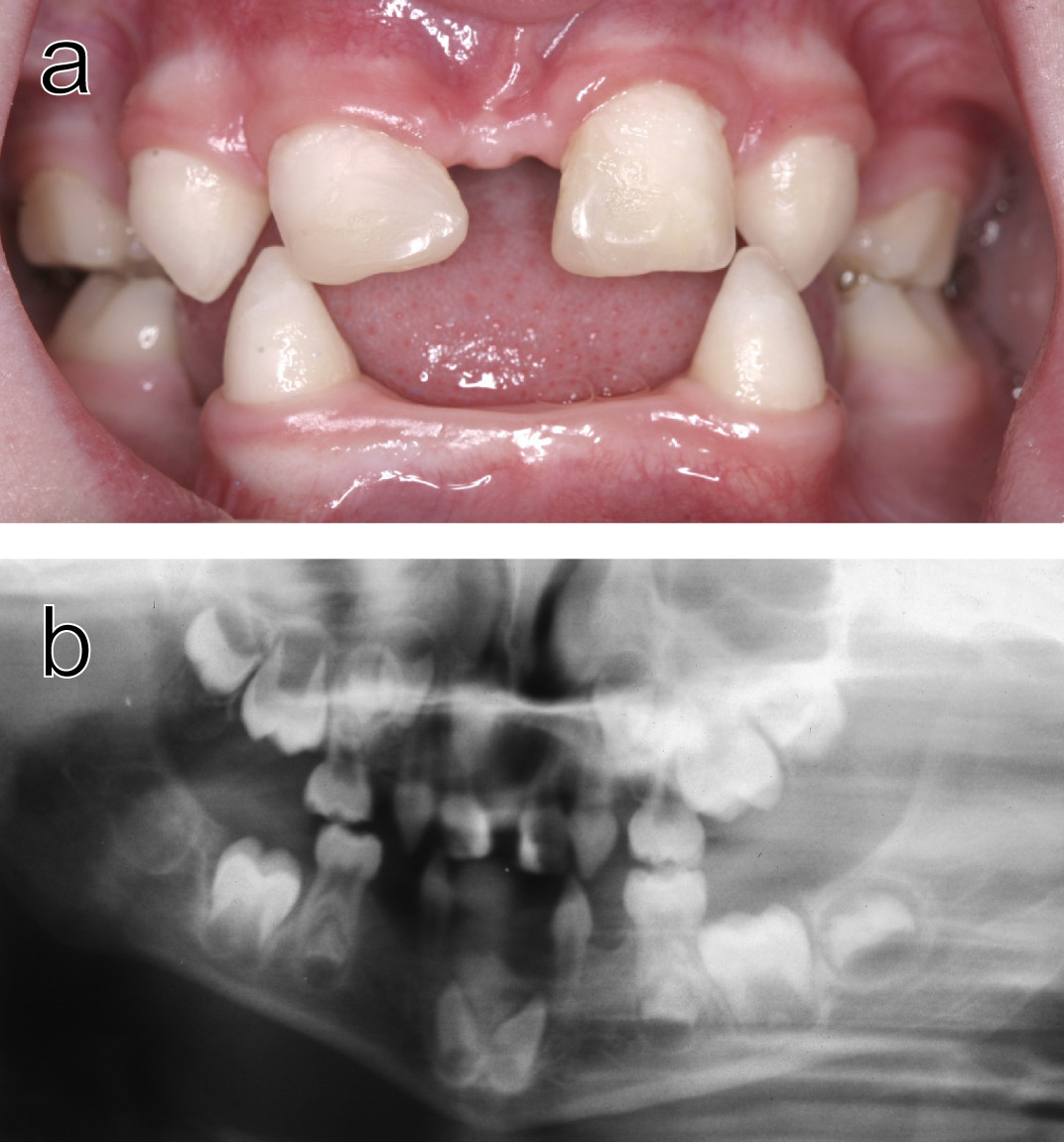
Tandafwijkingen bij een 5-jarig meisje uit een familie in Noord-Zweden die leden aan verschillende symptomen van autosomaal dominante hypohidrotische ectodermale dysplasie (HED). a) Intra-oraal aanzicht. Merk op dat de bovenste snijtanden zijn gerestaureerd met composietmateriaal om hun oorspronkelijke conische vorm te verhullen. b) Orthopantomogram waaruit blijkt dat er tien melktanden en elf blijvende tanden in de kaken van dezelfde persoon ontbreken.

Hypohidrotische ectodermale dysplasie (HED) of Christ-Siemens-Touraine-Syndroom is het meest voorkomende subtype van de ziekte. Klinische gevallen van patiënten met deze aandoening vertonen een reeks symptomen. De meest relevante afwijking van HED is hypohidrosis (anhidrose), het onvermogen om voldoende hoeveelheden zweet te produceren, wat wordt toegeschreven aan ontbrekende of niet goed werkende zweetklieren. Dit aspect vertegenwoordigt een grote handicap, vooral in de zomer, beperkt het vermogen van de patiënt om aan sport deel te nemen en zijn werkvermogen, en kan vooral gevaarlijk zijn in warme klimaten waar de getroffen personen het risico lopen op levensbedreigende hyperthermie. Misvormingen in het gezicht houden ook verband met HED, zoals puntige of ontbrekende tanden, een gerimpelde huid rond de ogen, een misvormde neus en schaars en dun haar. Huidproblemen zoals eczeem worden in een aantal gevallen ook waargenomen. De meeste patiënten dragen varianten van het X-chromosomale EDA gen. Deze ziekte treft mannen doorgaans ernstiger omdat ze slechts één X-chromosoom hebben, terwijl bij vrouwen het tweede, meestal niet gemuteerde X-chromosoom voldoende kan zijn om de meeste symptomen te voorkomen.